# Kanton Castillonnès
Der Kanton Castillonnès war bis 2015 ein französischer Wahlkreis im Arrondissement Villeneuve-sur-Lot, im Département Lot-et-Garonne und in der früheren Region Aquitanien; sein Hauptort war Castillonnès, Vertreter im Generalrat des Départements war zuletzt von 2001 bis 2015, wiedergewählt 2008, Christian Ferullo. 
Der Kanton war 128,17 km² groß und hatte 3544 Einwohner (Stand: 2012). 
Der Kanton umfasste Wahlberechtigte aus folgenden zehn Gemeinden:
| Gemeinde               | Einwohner Jahr | Fläche km² | Bevölkerungsdichte | Postleitzahl | Code INSEE |
| ---------------------- | -------------- | ---------- | ------------------ | ------------ | ---------- |
| Cahuzac                | 292 (2013)     | –          | – Einw./km²        | 47330        | 47044      |
| Castillonnès           | 1414 (2013)    | –          | – Einw./km²        | 47330        | 47057      |
| Cavarc                 | 155 (2013)     | –          | – Einw./km²        | 47330        | 47063      |
| Douzains               | 257 (2013)     | –          | – Einw./km²        | 47330        | 47084      |
| Ferrensac              | 217 (2013)     | –          | – Einw./km²        | 47330        | 47096      |
| Lalandusse             | 212 (2013)     | –          | – Einw./km²        | 47330        | 47132      |
| Lougratte              | 443 (2013)     | –          | – Einw./km²        | 47290        | 47152      |
| Montauriol             | 184 (2013)     | –          | – Einw./km²        | 47330        | 47183      |
| Saint-Quentin-du-Dropt | 195 (2013)     | –          | – Einw./km²        | 47330        | 47272      |
| Sérignac-Péboudou      | 179 (2013)     | –          | – Einw./km²        | 47410        | 47299      |